# M'Khalif
M Khalif (franska: M Khalif (CR), M Khalif (Commune Rurale), arabiska: امزيلات) är en kommun i Marocko.   Den ligger i provinsen Essaouira och regionen Marrakech-Safi, i den norra delen av landet, 300 km sydväst om huvudstaden Rabat. Antalet invånare är 5 463.